# Khâemouaset (fils de Ramsès III)
Pour les articles homonymes, voir Khâemouaset.
Le prince Khâemouaset (Ḫˁ-m-wȝs.t) est un des fils de Ramsès III.

## Généalogie
Khâemouaset est un des fils de Ramsès III. Toutefois, le nom de sa mère n'est pas connu avec certitude. Kenneth Anderson Kitchen a proposé la reine Iset tandis que Christian Leblanc a proposé la reine Tyti.

## Biographie
Imitant Ramsès II, son glorieux prédécesseur, sur de nombreux points, Ramsès III donne comme nom à ses principaux fils les noms des enfants royaux du grand pharaon de la XIXe dynastie.
En ce qui concerne Khâemouaset, cette imitation ne se limita pas seulement au nom mais s'étend à sa fonction, puisqu'à l'instar de son célèbre homonyme il occupe la haute responsabilité de prêtre-sem de Ptah.
La carrière de Khâemouaset au service du dieu memphite est cependant mal connue. Peu de monuments à son nom nous sont parvenus ce qui ne permet pas d'affirmer qu'il ait occupé de charges plus importantes comme celle de grand pontife du clergé memphite.
Cependant, bien qu'il ne porte pas le titre de grand prêtre de Ptah, celui de prêtre-sem indique un rang élevé dans la hiérarchie cléricale du dieu Ptah et surtout un rôle essentiel dans les rituels religieux et funéraires pendant le règne de son père. À ce titre il a sans doute mené les cérémonies du jubilé ou fête-Sed de Ramsès III, qui se déroulaient à Memphis.
Khaêmouaset a survécu à son père comme le suggèrent les inscriptions de son sarcophage retrouvé dans son tombeau situé à Thèbes. Le fait qu'il se soit fait enterrer dans la capitale du sud, pourrait indiquer qu'il n'a exercé ses responsabilités de prêtre-sem que dans cette partie de l'Égypte.
Toutefois le titre principal que porte Khâemouaset dans son tombeau indique bien un lien étroit avec le dieu des artisans sous sa forme memphite. En effet, il y est désigné comme :

« Le setem de Ptah le Grand qui est au sud de son mur, maître d'Ânkhtaouy »

Cette dernière épithète du dieu désigne un toponyme bien connu à l'ouest de Memphis qui englobe notamment les nécropoles de l'antique capitale du nord.
De plus, on notera que la tombe princière a été manifestement commandée du temps de Ramsès III, par volonté royale et dans le cadre d'un programme d'aménagement et de décoration de nombreux tombeaux pour sa famille et notamment ses principaux fils dans la vallée des Reines, transformant littéralement le secteur en nécropole familiale et dynastique.

## Sépulture
Prince royal, il bénéficie d'une sépulture spécifique dans la vallée des Reines, référencée QV44, qui fait partie des plus beaux hypogées de cette nécropole.
D'un plan rectiligne, après la descenderie et plusieurs corridors, on accède directement à la salle du sarcophage. Ce dernier retrouvé brisé possédait encore une partie de son couvercle intact qui a été prélevé et est désormais exposé au musée égyptologique de Turin.
Khâemouaset y est figuré en Osiris momiforme, orné des insignes de la royauté divine les sceptres Heka et Nekhekh. Les légendes hiéroglyphiques qui accompagnent cette représentation en ronde bosse du prince divinisé portent les cartouches du souverain régnant Ramsès IV. Cette indication permet de fixer un terminus post quem pour la datation des obsèques de Khâemouaset qui aurait donc survécu au trépas de son père et aurait accompagné les premières années du règne de son frère.
Les fresques du tombeau mettent en scène le prince dans différents costumes, dont celui classique des enfants royaux avec le crâne rasé orné d'une longue natte pendant sur un côté de la tête. Il accompagne son père Ramsès III faisant des offrandes aux dieux ou est introduit auprès des divinités souterraines par pharaon.
Ces représentations démontrent en revanche que le tombeau et sa décoration ont bien été commandés du vivant de Ramsès III, à l'instar du tombeau d'Amonherkhépeshef, un autre de ses fils, également situé dans la vallée des Reines et stylistiquement proche de celui de Khâemouaset.

Le couvercle du sarcophage externe de Khâemouaset.
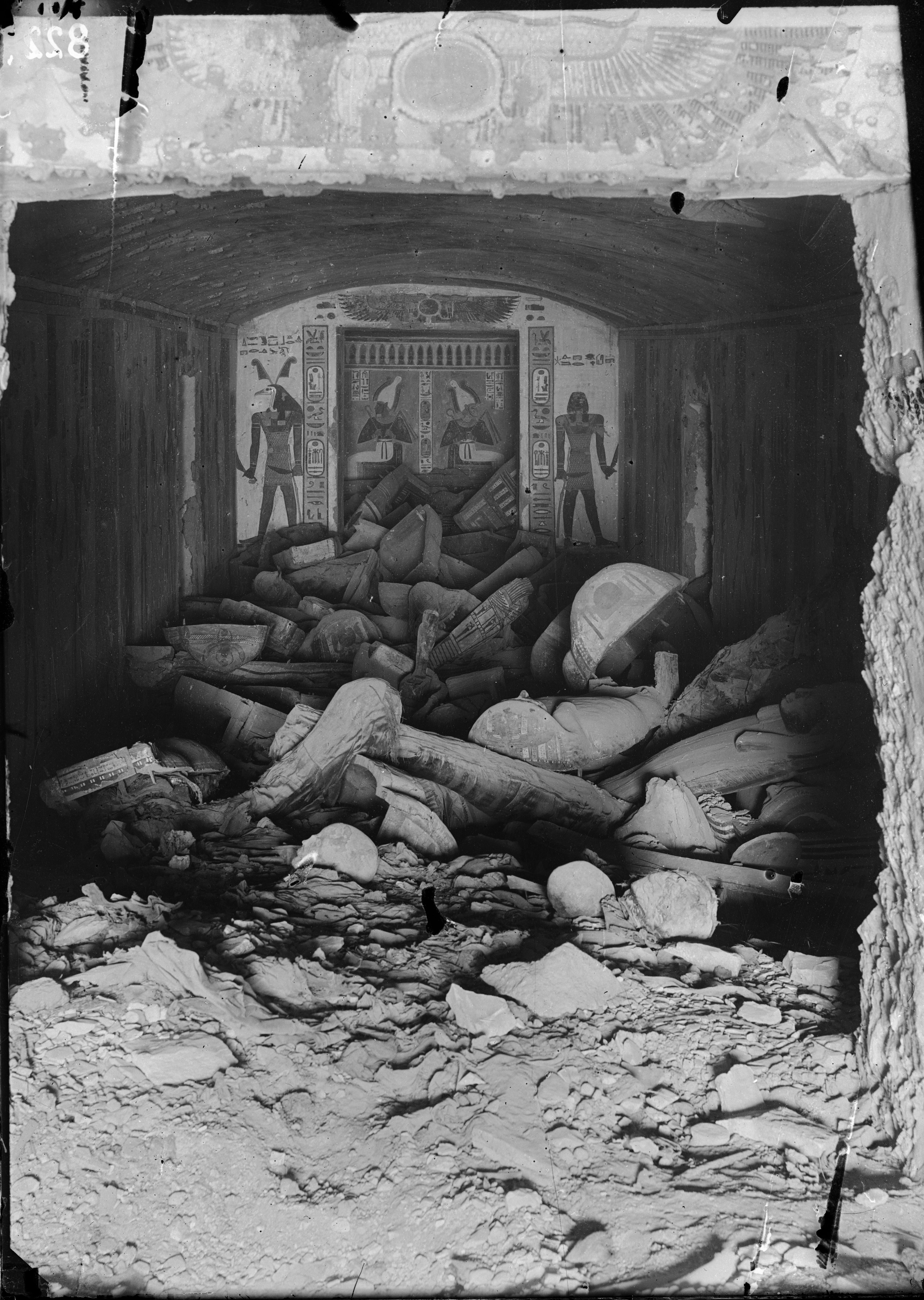
La tombe de Khâemouaset au moment de sa découverte en 1903.